# 비비언 방
비비언 방(Vivian Bang, 1973년 10월 23일 ~ )은 한국계 미국인 배우이다. 서울시 출신.

## 출연작 목록
- 예스맨(2008)
- 우리 사이 어쩌면(2019)